# Cremnops misionensis
Cremnops misionensis är en stekelart som beskrevs av Berta 1988. Cremnops misionensis ingår i släktet Cremnops och familjen bracksteklar. Inga underarter finns listade i Catalogue of Life.